# Tracee Ellis Ross
Tracee Ellis Ross (ur. 29 października 1972 w Los Angeles, Kalifornia) – amerykańska aktorka filmowa i telewizyjna. Grała między innymi Joan Clayton w serialu komediowym Przyjaciółki oraz Rainbow Johnson w Czarno to widzę.

## Wybrana filmografia

### Seriale telewizyjne
- 2000-2008: Przyjaciółki jako Joan Clayton
- 2011: CSI: Kryminalne zagadki Las Vegas jako Gloria Parkes
- 2011: Reed Between the Lines jako Carla Reed
- 2014-2022: Czarno to widzę jako Rainbow Johnson
- 2019-2021: Mixed-ish jako Rainbow Johnson